# Hans-Jürgen Gaudeck
Hans-Jürgen Gaudeck (* 1941 in Berlin) ist ein deutscher Aquarell-Maler und Autor.
Gaudeck hat am Hochschul-Institut für Wirtschaftskunde Berlin Betriebswirtschaft studiert. Er war in der Wirtschaft und im Öffentlichen Dienst tätig und parallel dazu malerisch aktiv. Gaudeck trat 1987 in die Künstlergruppe „Mediterraneum“ ein, mit der er mehrere Jahre auf der Freien Berliner Kunstausstellung ausstellte. Eine Vielzahl von Einzelausstellungen im In- und Ausland folgten.

## Werke
als Schriftsteller
- Griechische Inseln im Licht. Freiburg im Breisgau 2001, ISBN 3-89102-416-9.
- Griechische Insel. München 2004, ISBN 3-89102-474-6.
- Poesie des Augenblicks. München 2005, ISBN 3-89102-477-0.
- Auf Reisen - Wege zum Aquarellieren. ars momentum Kunstverlag, Witten 2012, ISBN 978-3-938193-73-0.
- Ostsee: Stimmungen einer Landschaft. Kückenshagen 2009, ISBN 978-3-938510-52-0.
- Perlen der Ostsee. Steffen Verlag, Belin 2013, ISBN 978-3-941683-26-6.
- Masuren - Land der Stille. Steffen Verlag, Berlin 2016, ISBN 978-3-941683-67-9.
- Norwegen - Faszination Hurtigruten. Steffen Verlag Berlin 2016, ISBN 978-3-941683-72-3.
- Reisemomente in Aquarell - Techniken, Ideen & Inspirationen,  Steffen Verlag Berlin 2022, ISBN 978-3-95799-119-5
- Park Sacrow - Eintrée zur Potsdamer Schlösserlandschaft, Klaus Becker Verlag, Potsdam 2022, ISBN 978-3-88372-381-5
- Mallorca - Auf den Spuren von Georg Sand und Frederic Chopin, Klaus Becker Verlag, Potsdam 2024, ISBN 978-3-88372-420-1

als Illustrator
- Klaus Bötig (Texte), Hans-Jürgen Gaudeck (Aquarelle): Tage auf Kreta. Nagold 2007, ISBN 978-3-9810177-8-6.
- Ostsee-Stimmungen einer Landschaft. Kückenshagen 2009, ISBN 978-3-938510-52-0.
- Auf Reisen – Wege zum Aquarellieren. ars momentum Kunstverlag, Witten 2012, ISBN 978-3-938193-73-0.
- Hans-Jürgen Gaudeck (Aquarelle), Bernd Schiller (Texte): Vom Zauber Asiens. HSB-Verlag, Stuttgart 2010, ISBN 978-3-9810177-7-9.
- Hans-Jürgen Gaudeck (Aquarelle), Hans-Bernhard Schlumm (Texte): Augenblicke auf Korfu. HSB-Verlag, Stuttgart 2012, ISBN 978-3-9810177-4-8.
- Theodor Fontane (Texte), Hans-Jürgen Gaudeck (Aquarelle): Fontane-Land. HSB-Verlag, Stuttgart 2011, ISBN 978-3-9810177-5-5.
- Eva Strittmatter (Gedichte), Hans-Jürgen Gaudeck (Aquarelle): Eva Strittmatter Märkischer Juni. Steffen Verlag, Berlin 2013, ISBN 978-3-941683-24-2.
- Theodor Fontane (Texte), Hans-Jürgen Gaudeck (Aquarelle): Ein weites Land. Steffen Verlag, Berlin 2013, ISBN 978-3-941683-37-2.
- Perlen der Ostsee. Steffen Verlag, Berlin 2013, ISBN 978-3-941683-26-6.
- Hans-Jürgen Gaudeck (Aquarelle): Von London bis Pompeji mit Theodor Fontane. Steffen Verlag, Berlin 2014, ISBN 978-3-941683-41-9.
- Rainer Maria Rilke (Gedichte), Hans-Jürgen Gaudeck (Aquarelle): "Oh hoher Baum des Schauns", Steffen Verlag, Berlin 2014, ISBN 978-3-941683-46-4.
- Eva Strittmatter (Gedichte), Hans-Jürgen Gaudeck (Aquarelle): "Und Liebe liebt niemals vergebens", Steffen Verlag, Berlin 2015, ISBN 978-3-941683-60-0.
- Masuren – Land der Stille. Steffen Verlag, Berlin 2016, ISBN 978-3-941683-67-9.
- Norwegen – Faszination Hurtigruten. Steffen Verlag, Berlin 2016, ISBN 978-3-941683-72-3.
- Hans Fallada – Ich weiß ein Haus am Wasser. Steffen Verlag, Berlin 2017, ISBN 978-3-941683-79-2.
- Roman Hinke (Texte), Hans-Jürgen Gaudeck (Aquarelle): Antonio Vivaldi – Die vier Jahreszeiten. ISBN 978-3-941683-83-9.
- Joseph von Eichendorff (Gedichte), Hans-Jürgen Gaudeck (Aquarelle): Wenn die Bäume lieblich rauschen. Steffen Verlag, Berlin 2019, ISBN 978-3-95799-069-3.
- Theodor Storm (Gedichte und Novellen), Hans-Jürgen Gaudeck (Aquarelle): Wie fließend Silber funkelte das Meer. Steffen Verlag, Berlin 2019, ISBN 978-3-95799-077-8.
- Johann Wolfgang von Goethe (Gedichte), Hans-Jürgen Gaudeck (Aquarelle): Es dringen Blüten aus jedem Zweig. Steffen Verlag, Berlin 2020, ISBN 978-3-95799-087-7.
- Eva Strittmatter (Gedichte), Hans-Jürgen Gaudeck (Aquarelle): Unterm roten Rotdorndach. Steffen Verlag, Berlin 2020, ISBN 978-3-95799-101-0.
- Im Zauber der Gärten – Von Goethe bis Rilke.  Steffen Verlag, Berlin 2021, ISBN 978-3-95799-104-1.
- Reisemomente in Aquarell – Techniken, Ideen & Inspirationen. Steffen Verlag Berlin 2022, ISBN 978-3-95799-119-5.
- Park Sacrow – Entrée zur Potsdamer Schlösserlandschaft. Klaus Becker Verlag, Potsdam, 2022, ISBN 978-3-88372-381-5.
- Der Wald, der Wald... – Von Heine bis Hölderlin. Klaus Becker Verlag, Potsdam, 2024, ISBN 978-3-88372-403-4.
- Mallorca - Auf den Spuren von Georg Sand und Frederic Chopin, Klaus Becker Verlag, Potsdam, 2024, ISBN 978-3-88372-420-1.

## Ausstellungen
- Schloss Sacrow Potsdam
- Schloss Ribbeck
- Galerie Alte Schule Ahrenshoop
- Haus des Rundfunks Berlin
- Lenbachpalais München
- Galerie Klosterformat Rostock
- Museum Neuruppin
- Griechische Kulturstiftung
- BuchKunst Usedom
- Pinakothek Korfu
- Kulturzentrum Rathenow
- Literaturmuseum "Theodor Storm", Heilbad Heiligenstadt
- Fabularium im Hundertwasserhaus (Magdeburg)

## Kunstsammlungen
Seine Werke befinden sich in privaten und öffentlichen Kunstsammlungen, u. a. Rundfunk Berlin Brandenburg und Norddeutscher Rundfunk.